# Kazuhito Tanaka
Kazuhito Tanaka (jap. 田中和仁 Tanaka Kazuhito; ur. 16 maja 1985 r.) – japoński gimnastyk. Srebrny medalista olimpijski z Londynu.
Jego młodsza siostra Rie oraz młodszy brat Yūsuke także są gimnastykami.